# Lennart Jönsson (konstnär)
Gunnar Lennart Jönsson, född 21 oktober 1924 i Lund, död 12 mars 2014 i Landskrona, var en svensk konstnär.

## Biografi och verk
Lennart Jönsson (enäggstvilling med radiomannen Philip Lennervald) blev adopterad av faderns barnlösa syster Anna, boende i Landskrona.
Lennart Jönsson lämnade sitt arbete som plåtslagare på Öresundsvarvet i slutet av 1940-talet för konststudier vid Skånska målarskolan och 1951–1952 Essem-skolan i Malmö. Studierna avslutades på Det Kongelige Danske Kunstakademi 1955–1956 i Köpenhamn. Han var en av medlemmarna i konstnärsgruppen Differenterna. Han tog initiativ till utställningen Svart på vitt som är Sveriges största jurybedömda teckningsutställning.
I målningarna från 1950-talet och framåt återkom han ofta med skildringar från Österlen. Under 1950-talet hämtades motiven ofta från fiskeläget i Vik med sina bryggor, torkande fiskenät och hängande ålhommor. Under 1960-talet utvecklade hans sitt abstrakt oljemåleri särskilt inspirerat av strändernas klippytor som vid Prästens badkar.
Ingvar Holm skriver om konstnären: "Det är denna produktion – insektsliv, stridsskildringar, despoter, varvsbilder och småbåtsvrak på en uttorkad, dramatisk uppsprucken jord – som Lennart Jönsson har lämnat till åskådaren att läsa och tyda. Till hans hantverkskunnighet hör maskerandets konst. Inget lämnas gratis åt åskådaren. Vägen till bilden går över nerver, sinnen och tankar. Lösningar prövas och förkastas tills plötsligt tolkningen står klar. Nära människan, nära det patetiska ögonblicken och fjärran från stenrosens bundna, stillastående skönhet. Sådan är denne konstnär."
Lennart Jönsson är gravsatt i Nya minneslunden på Landskrona kyrkogård.

### Representerad
Lennart Jönsson är representerad på Kalmar konstmuseum, Moderna museet, Statens konstråd, Stockholms stads samlingar. Jönsson är även representerad på Malmö museum, Landskrona museum, Helsingborg, Trelleborgs museum, Ystads konstmuseum, Borås konstmuseum, Eskilstuna konstmuseum, Västerås konstmuseum, Östergötlands museum, Östersund och Sundsvalls museum.

### Utställningar i urval
Separatutställningar (urval): Sturegalleriet i Stockholm 1957, Galerie Colibri i Malmö 1957, Krognoshuset i Lund 1959, Konstnärshuset i Stockholm 1961, Helsingborgs konstmuseum 1966, Galleri Heland i Stockholm 1971, Konstnärscentrum i Malmö 1973 och 1981, Kalmar konstmuseum 1975, Galleri Docent Duk i Stockholm 1977, Galleri Larsson i Gävle 1978, Mälargalleriet i Stockholm 1979, Höganäs Museum och Konsthall 1985, Galleri Lucidor i Stockholm 1994, Landskrona Konsthall 2002.

### Offentlig utsmyckning
Lennart Jönsson har gjort offentlig utsmyckning i Rosengård Malmö, Gunnaregården i Landskrona, Nya Lasarettet i Helsingborg, Nya åldringsvården i Landskrona, Helsingborgs ridhus, Kustbevakningen i Karlskrona, Förvaltningshuset i Ängelholm, Arbetsförmedlingen i Limhamn, Kung Karls varv i Landskrona. Lista över offentlig konst i Landskrona kommun.

### Stipendier
Ellen Trotzig stipendiet 1959, Landskrona stads kulturstipendium 1966, Limhamns konstförenings stipendium 1974, Statliga konstnärsstipendier och konstnärsbidrag 1979–2002, Sveriges författarförbund, Karl Bergströms stipendium 1985.